# Eunomus van Locri
Eunomus van Locri was een luitspeler uit de Griekse oudheid; hij was afkomstig van Locri in Zuid-Italië dat destijds een kolonie was van Magna Graecia. 
Volgens de legende nam hij in Delphi deel aan de Pythische Spelen en nam hij het daar op met Ariston uit Rhegium in een wedstrijd op de luit. Zowel Locri als Rhegium bevinden zich in Calabrië. Tijdens de wedstrijd brak een snaar van Eunomus’ luit, zodat hij geen vloeiende melodie kon laten horen. Een cicade kwam aangevlogen die elke ontbrekende noot van de gebroken snaar opving door een zoete klank uit te brengen. Eunomus won de wedstrijd. Uit dankbaarheid liet Eunomus de cicade in koper graveren en op zijn luit plaatsen, en wijdde hij die aan Apollo.
Strabo vertelde dat er in Locri een standbeeld van Eunomus stond: die hield zijn luit vast met de cicade erop, als de ter hulp geschoten vriend in nood. Plinius vertelde dat de cicaden in Locri melodieus zongen, maar dat zij in de streek rond Ariston zwegen.